# Thomas Schneider (Fußballspieler, 1972)
Thomas Schneider (* 24. November 1972 in Rheinhausen) ist ein ehemaliger deutscher Fußballspieler und aktiver Fußballtrainer. Schneider war in seiner Zeit als Spieler meist in der Innenverteidigung seit seiner Jugend für den VfB Stuttgart tätig, in dessen erster Mannschaft er 12 Jahre (1991 bis 2003) spielte. Seine Laufbahn beendete er verletzungsbedingt 2005 bei Hannover 96.
Seit 2011 in der Jugend des Vereins tätig, war er von August 2013 bis März 2014 Cheftrainer des VfB Stuttgart. Von Oktober 2014 bis August 2018 war er Assistenztrainer der deutschen Nationalmannschaft unter Joachim Löw. Von März 2023 bis Januar 2025 war er Co-Trainer der belgischen Nationalmannschaft unter Domenico Tedesco.

## Spielerkarriere
Thomas Schneider wurde in Duisburg-Rheinhausen geboren. Mit dem Fußball begann er in der Jugendabteilung des TSV Höfingen. Bereits als Zehnjähriger wechselte er zum VfB Stuttgart und durchlief dort sämtliche Jugendmannschaften. Mit den A-Junioren des VfB wurde der Abwehrspieler 1990 und 1991 zwei Mal Deutscher Meister.
Zur Saison 1991/92 wurde Schneider in die von Jochen Rücker betreute Amateurmannschaft des VfB berufen, die in der damals drittklassigen Oberliga Baden-Württemberg spielte. Im Alter von 18 Jahren gab Schneider sein Bundesligadebüt, als er beim 3:2-Heimerfolg gegen Bayern München in der Startelf stand (19. Oktober 1991). Im weiteren Verlauf der Saison 1991/92, kam Schneider aufgrund einer schweren Rückenverletzung lediglich ein weiteres Mal zum Einsatz. Am Ende der Saison feierte der VfB Stuttgart den vierten Meistertitel.
Nachdem Schneider seine Verletzung überwunden hatte, spielte er wieder zwei Spielzeiten bei den VfB-Amateuren. Zur Saison 1994/95 kehrte er wieder ins Bundesligateam zurück. Dort entwickelte er sich zum Stammspieler. Sein erstes Bundesligator erzielte Schneider am 18. März 1995, als ihm im Spiel gegen Eintracht Frankfurt das 1:0 gelang.
Vor der Saison 1996/97 wollte Peter Neururer Thomas Schneider als Libero zum 1. FC Köln locken, Schneider verlängerte jedoch seinen auslaufenden Vertrag beim VfB für ein weiteres Jahr. Die Spielzeit wurde zu einer der erfolgreichsten beim VfB Stuttgart in den 1990er Jahren. Kurz vor Saisonbeginn ersetzte Joachim Löw Trainer Rolf Fringer, der Nationaltrainer der Schweiz wurde. Unter dem neuen Coach lagen die Schwaben den größten Teil der Vorrunde an der Tabellenspitze. An der Seite des „magischen Dreiecks“ um Krassimir Balakow, Fredi Bobic und Giovane Élber avancierte Schneider als rechter Verteidiger in Löws Dreierkette zum Leistungsträger.
Aufgrund starker Vorstellungen wurde Schneider von Bundestrainer Berti Vogts für das WM-Qualifikationsspiel gegen Armenien am 9. Oktober 1996 berufen. Es folgten Nominierungen für die Länderspiele gegen Nordirland (9. November 1996) sowie gegen die Ukraine (30. April 1997).
Einer seiner größten Erfolge mit dem VfB feierte Schneider am Ende der Saison 1996/97 mit dem DFB-Pokalsieg im Finale gegen Energie Cottbus (2:0)
In der Folgesaison erreichten die Stuttgarter im Europapokal der Pokalsieger nach Siegen über ÍBV Vestmannaeyjar, Germinal Ekeren, Slavia Prag und Lokomotive Moskau zum zweiten Mal in ihrer Geschichte ein europäisches Finale. Dort traf der VfB im Stockholmer Råsundastadion am 13. Mai 1998 auf den FC Chelsea. Schneider stand in der Startformation, musste jedoch nach 53 Minuten mit Krämpfen vom Platz. Einige Minuten später fiel das entscheidende Gegentor zum 1:0-Endstand für Chelsea.
Trotz der Erfolge unter Löw verpflichtete VfB-Präsident Gerhard Mayer-Vorfelder den beim Karlsruher SC entlassenen Winfried Schäfer zur Saison 1998/99 als neuen Trainer. Der Erfolg blieb ebenso wie bei seinen Nachfolgern Wolfgang Rolff, Rainer Adrion und Ralf Rangnick aus. Die Mannschaft setzte sich in den nächsten Jahren in der unteren Tabellenhälfte fest und befand sich Anfang 2001 in akuter Abstiegsgefahr. Erst mit der Verpflichtung von Felix Magath wurde der Klassenerhalt gesichert. Während sich der VfB Stuttgart in der Folge wieder stabilisierte, begann für Schneider eine schwere Zeit, nachdem er aufgrund einer Verletzung in der Saison 2001/02 komplett pausieren musste und in der darauffolgenden Spielzeit lediglich auf vier Einsätze kam.
Zur Saison 2003/04 nahm Schneider ein Angebot von Hannover 96 an. Kurz nach seinem Wechsel erhielt Schneider bei einem Freundschaftsspiel gegen den AS Rom einen Schlag auf den Knöchel. Bei genaueren Blutuntersuchungen wurde eine wegen eines zu spät erkannten Zeckenbisses übertragene Borreliose diagnostiziert. In den folgenden drei Jahren musste Schneider deshalb zyklisch mit Antibiotika behandelt werden und war nicht mehr voll belastungsfähig. Im Sommer 2005 musste er aufgrund dieser Erkrankung nach 133 Bundesligapartien für den VfB Stuttgart und acht Spielen für Hannover 96 seine Karriere frühzeitig beenden.

## Trainerkarriere

### Anfänge im Amateurbereich
Als Trainer sammelte Thomas Schneider seine ersten Erfahrungen bei der U 19-Mannschaft des FC Dingolfing in der Bayernliga. Mit dem Team arbeitete er von 2007 bis 2009 und erreichte fast den Aufstieg in die A-Junioren Bundesliga. Als Übungsleiter brachte er in dieser Zeit Talente wie die später beim SSV Jahn Regensburg in der zweiten Bundesliga spielenden Oliver Hein und Sebastian Nachreiner voran. Während der Saison 2008/09 wurde Schneider zum Trainer der ersten Mannschaft befördert. In seiner anderthalbjährigen Zeit als Trainer der Landesliga-Mannschaft schlossen die Dingolfinger auf den Plätzen sieben und sechs ab. Er hospitierte in dieser Zeit unter anderem bei der TSG Hoffenheim, VfB Stuttgart, Hannover 96 und Sporting Lissabon.
Ab April 2010 nahm er am 57. Trainerlehrgang des Deutschen Fußball-Bundes (DFB) an der Hennes-Weisweiler-Akademie in Köln teil und erwarb die UEFA Pro Lizenz. Er schloss den Lehrgang, an dem auch Michael Wiesinger, Markus Weinzierl, Markus Gisdol, Tayfun Korkut, Roger Schmidt und Sascha Lewandowski teilnahmen, im März 2011 als Zweitbester seines Jahrgangs mit der Note 1,3 ab.
Nach dem Erwerb der Fußballlehrerlizenz übernahm Schneider zur Saison 2011/12 die U 17-Mannschaft des VfB Stuttgart und führte das Team ins Endspiel um die deutsche B-Junioren-Meisterschaft 2012, das 0:2 gegen Hertha BSC verloren ging. Im Januar 2013 verlängerte Schneider seinen Vertrag als Jugendtrainer beim VfB Stuttgart bis 2017. Am Ende der Saison 2012/13 wurde seine Elf Deutscher B-Junioren-Meister; die Neuauflage des Vorjahresfinales gewann der VfB mit 1:0.
Nach der Trennung von Bruno Labbadia am 26. August 2013 übernahm Schneider als neuer Cheftrainer mit seinen Assistenten Alfons Higl und Tomislav Marić die Bundesligamannschaft des VfB Stuttgart und erhielt einen bis Ende Juni 2015 datierten Vertrag. Am 9. März 2014 wurde er nach einer Negativserie beurlaubt.

### Deutsche und Belgische Nationalmannschaft
Ab Oktober 2014 war Schneider Assistenztrainer von Joachim Löw, unter dem er bereits als Spieler beim VfB Stuttgart agiert hatte, bei der deutschen Fußballnationalmannschaft. 2017 gewann er als Co-Trainer den FIFA-Konföderationen-Pokal. Bundestrainer Löw verzichtete nach dem Ausscheiden in der Vorrunde der WM 2018 auf Schneider als Assistent, der dafür in die Scoutingabteilung des DFB wechselte. In seiner Rolle als Chefscout unterstützte er in der Folge mit seinem Team Löw und dessen neuen Assistenten Marcus Sorg bei der Gegneranalyse, indem Stärken und Schwächen des jeweils nächsten Kontrahenten aufbereitet wurden. Im August 2021 einigte er sich mit dem DFB auf die Auflösung seines Vertrages.
Von März 2023 bis Januar 2025 war Schneider Co-Trainer der belgischen Nationalmannschaft unter Domenico Tedesco.

## Titel und Erfolge
als Spieler mit dem VfB Stuttgart
- Deutscher Meister 1992
- Deutscher Vizemeister 2003
- DFB-Pokalsieger 1997
- Finalist im Europapokal der Pokalsieger 1998

als Trainer mit dem VfB Stuttgart
- Deutscher B-Juniorenmeister 2013

## Privates
Thomas Schneider besuchte bis zur 11. Klasse das Johannes-Kepler-Gymnasium in Leonberg und machte 1992 sein Abitur am Gymnasium Korntal-Münchingen in Korntal bei Stuttgart. Er ist verheiratet und hat einen Sohn. Zusammen mit seiner Familie lebt er im niederbayerischen Straubing.